# Coppa Italia 1998 (hockey su ghiaccio)
La Coppa Italia 1998 di hockey su ghiaccio fu la 4ª edizione del trofeo e venne riproposta dopo 7 anni dall'ultima edizione.

## Tabellone
|  | Semifinali      | Semifinali      | Semifinali |            |               | Finale        | Finale | Finale |  |
|  |                 |                 |            |            |               |               |        |        |  |
|  | Bruneck-Brunico | Bruneck-Brunico | 1          |            |               |               |        |        |  |
|  | Bruneck-Brunico | Bruneck-Brunico | 1          |            |               |               |        |        |  |
|  | Fassa Falcons   | Fassa Falcons   | 5          |            |               |               |        |        |  |
|  | Fassa Falcons   | Fassa Falcons   | 5          |            | Fassa Falcons | Fassa Falcons | 0      |        |  |
|  |                 |                 |            |            | Fassa Falcons | Fassa Falcons | 0      |        |  |
|  |                 |                 | CourmAosta | CourmAosta | 4             |               |        |        |  |
|  | Cortina         | Cortina         | CourmAosta | CourmAosta | 4             | 3             |        |        |  |
|  | Cortina         | Cortina         |            |            |               |               |        |        |  |
|  | CourmAosta      | CourmAosta      | 4          |            |               |               |        |        |  |

### Finale
| Courmayeur 22 febbraio 1998                                                                                                 | CourmAosta | 4 – 0 (2-0; 0-0; 2-0) | Fassa | Palaghiaccio Courmayeur |
| \| \| \| \| \| Maurizio Scudier 15:17 Maurizio Bortolussi 18:57 Marc Beaucage 47:52 Patrick Genest 54:05 \| Marcatori \| \| |            |                       |       |                         |
| |            |                       |       |                         |
| Maurizio Scudier 15:17 Maurizio Bortolussi 18:57 Marc Beaucage 47:52 Patrick Genest 54:05                                   | Marcatori  |                       |       |                         |

 L'Hockey Club CourmAosta vince la sua prima Coppa Italia, che è anche il primo trofeo per la squadra di Courmayeur.